# 2008年大西洋颶風季
2008年大西洋颶風季是每年一度全球熱帶氣旋產生週期的一部分。該季原定從2008年6月1日開始，至2008年11月30日結束；在大西洋盆地的大部分熱帶氣旋都在該六個月以內產生。由於熱帶風暴亚瑟在5月31日形成，所以此季提早了一天開始。

## 颶風季預測
每個颶風季開始前，著名颶風專家 Philip J. Klotzbach 及 William M. Gray 博士都會連同科羅拉多州立大學（CSU）的研究人員，公佈對該季的預測；此外，美國國家海洋及大氣管理局（NOAA）的預測人員也發表了官方預測。
Klotzbach 的小組（此前由 Gray 博士率領）將每季平均風暴數目（1950至2000年）定為9.6個熱帶風暴，5.9個颶風，及2.3個大型颶風（在萨菲尔-辛普森飓风等级達到3級或以上的颶風）。而 NOAA 則把正常的颶風季定為6至14個命名風暴，4至8個會達到颶風程度，而1至3個會成為大型颶風。

### 季前預測
2007年12月7日，Klotzbach 的小組發表了對2008年颶風季的首份預測，預期該季的熱帶氣旋活動高於平均（13個命名風暴，7個颶風，3個颶風達到3級或以上）。2008年4月9日，Klotzbach 的小組發表了對2008年颶風季的第二份預測，預期該季的熱帶氣旋活動高於平均（15個命名風暴，8個颶風，4個颶風達到3級或以上）。在2008年5月22日，NOAA 發表了對2008年颶風季的預測。他們預測有12至16個命名風暴，其中6至9個會成為颶風，而2至5個會成為大型颶風。

### 季中預測
2008年6月3日，Klotzbach 的小組發表了對2008年颶風季的首份季中預測，再度確認此前的數據。在2008年6月18日，UKMO 發表了對2008年颶風季的預測。他們預測有15個命名風暴。2008年8月5日，Klotzbach 的小組發表了對2008年颶風季的第二份季中預測，預期該季的熱帶氣旋活動高於平均（17個命名風暴，9個颶風，5個颶風達到3級或以上）。在2008年8月7日，NOAA 發表了對2008年颶風季的季中預測。他們預測有14至18個命名風暴，其中7至10個會成為颶風，而3至6個會成為大型颶風。

## 風暴

### 热带风暴亚瑟（Arthur）
在5月31日，一熱帶風暴於貝里斯沿岸形成並被命名為Arthur。同日，它在貝里斯登陸。第二天，它減弱為一熱帶低氣壓。同日，國家颶風中心為它發出最後報告。

### 颶風伯莎（Bertha）
在7月3日，一熱帶低氣壓於佛得角之南形成。同日，它增強為一熱帶風暴並被命名為Bertha。7月7日，它增強為一颶風。同日，它增強為一大型颶風。第二天，它減弱為一颶風。7月13日，它減弱為一熱帶風暴。7月18日，它增強為一颶風。第二天，它減弱為一熱帶風暴。7月20日，它轉性為一溫帶氣旋，國家颶風中心為它發出最後報告。

### 热带风暴克里斯托瓦尔（Cristobal）
在7月18日，一熱帶低氣壓於查爾斯頓之南形成。第二天，它增強為一熱帶風暴並被命名為Cristobal。7月23日，它轉性為一溫帶氣旋，國家颶風中心為它發出最後報告。

### 颶風多莉（Dolly）
在7月20日，一熱帶風暴於尤卡坦半島之東形成並被命名為Dolly。第二天，它在尤卡坦半島登陸。7月22日，它增強為一颶風。第二天，它在South Padre島登陸。同日，它減弱為一熱帶風暴。7月24日，它減弱為一熱帶低氣壓。第二天，它減弱為一低壓區。

### 热带风暴爱德华（Edouard）
在8月3日，一熱帶低氣壓於路易斯安那州沿岸之東南形成。同日，它增強為一熱帶風暴並被命名為Edouard。8月5日，它在Port Arthur登陸。同日，它減弱為一熱帶低氣壓。第二天，它減弱為一低壓區。

### 熱帶風暴費伊（Fay）
在8月15日，一熱帶風暴於多明尼加共和國東部形成並被命名為Fay。8月18日，它在馬坦薩斯省登陸。同日，它在基韋斯特登陸。第二天，它在Cape Romano登陸。8月21日，它在Flagler Beach登陸。8月23日，它在Carrabelle登陸。同日，它減弱為一熱帶低氣壓。8月26日，它減弱為一低壓區。

### 飓风古斯塔夫（Gustav）
在8月25日，一熱帶低氣壓於路易斯安那州沿岸之東南形成。同日，它增強為一熱帶風暴並被命名為Gustav。第二天，它增強為一颶風。同日，它在雅克梅勒登陸。同日，它減弱為一熱帶風暴。8月29日，它增強為一颶風。第二天，它增強為一大型颶風。同日，它在青年島登陸。同日，它在Los Palacios登陸。9月1日，它減弱為一颶風。同日，它在Cocodrie登陸。同日，它減弱為一熱帶風暴。第二天，它減弱為一熱帶低氣壓。9月4日，它減弱為一低壓區。

### 飓风汉娜（Hanna）
在8月28日，一熱帶低氣壓於背風群島之東北形成。同日，它增強為一熱帶風暴並被命名為Hanna。9月1日，它增強為一颶風。第二天，它減弱為一熱帶風暴。9月6日，它在北卡羅萊納州和南卡羅萊納州的邊界登陸。第二天，它轉性為一溫帶氣旋，國家颶風中心為它發出最後報告。

### 飓风艾克（Ike）
在9月1日，一熱帶低氣壓於大西洋中部形成。同日，它增強為一熱帶風暴並被命名為Ike。9月3日，它增強為一颶風。同日，它增強為一大型颶風。9月6日，它減弱為一颶風。同日，它增強為一大型颶風。第二天，它在Punto de Sama登陸。9月8日，它減弱為一颶風。第二天，它在比那爾德里奧省登陸。9月13日，它在加爾維斯敦登陸。同日，它減弱為一熱帶風暴。第二天，它減弱為一熱帶低氣壓。同日，它減弱為一低壓區。

### 热带风暴约瑟芬（Josephine）
在9月2日，一熱帶低氣壓於非洲沿岸形成。同日，它增強為一熱帶風暴並被命名為Josephine。9月5日，它減弱為一熱帶低氣壓。第二天，國家颶風中心為它發出最後報告。

### 颶風凱爾（Kyle）
在9月27日，一熱帶低氣壓於哈瓦那以東形成。同日，它增強為一熱帶風暴並被命名為Kyle。

### 热带风暴劳拉（Laura）
9月30日，一熱帶低氣壓於北卡羅萊納州以東形成。同日，它增強為一熱帶風暴並被命名為Laura。

### 热带风暴马可（Marco）
在10月7日，一熱帶低氣壓於墨西哥陸地附近形成。同日，它增強為一熱帶風暴並被命名為Marco。

### 熱帶風暴娜娜（Nana）
在10月14日，一熱帶低氣壓於中美洲以東遠方形成。同日，它被命名為Nana。同日在附近消散。

### 飓风奥马尔（Omar）
在10月14日，一熱帶風暴於委內瑞拉以北形成並被命名為Omar。翌日，它增強為一颶風。

### 颶風帕洛瑪（Paloma）
在11月6日，一熱帶風暴於墨西哥附近形成並被命名為Paloma。翌日，它增強為一颶風。11月8日，增強為超級颶風。

## 其他熱帶氣旋
除了被國家颶風中心命名的熱帶氣旋外，還有一些沒被命名的熱帶低氣壓。以下列出那些熱帶氣旋的資料。古把和开曼有颶風警告。

### 第十六号热带低气压
在10月15日，一熱帶低氣壓於墨西哥陸地附近形成。翌日在附近消散。

## 2008年風暴名單
2008年在北大西洋形成的風暴將使用右列名稱，季後未被除名的名稱將於2014年循環再用。本季名單跟2002年颶風季所用的名單大致一樣，不過 Ike 和 Laura 取代了2002年使用的 Isidore 和 Lili。未用名稱以灰色表示。
國家颶風中心稱，如果本季風暴名單裡的所有名稱都已被使用，之後的風暴將從 Alpha 開始以希臘字母命名。

### 除名
2009年4月22日，世界气象组织决定将三個造成重大人员伤亡和财产损失的飓风名称——古斯塔夫、艾克、帕洛瑪退役，2014年大西洋飓风季时，三個名称分別将以“貢薩洛”（Gonzalo）、“以賽亞斯”（Isaias）、“保萊特”（Paulette）取代。

## 颶風季影響
以下表格中列出了2008年大西洋颶風季形成的所有風暴，其中包括其存在周期、名稱、影響區域、損失數額和死亡人數。死亡人數欄內括弧中的數字表示間接導致的死亡人數，例如因風暴導致的交通事故喪生就屬於間接死亡。所有損失和死亡人數包括風暴處於溫帶氣旋、低氣壓或是東風波時期，損失數額單位為2008年美元。
| 萨菲尔-辛普森飓风风力等级 |    |    |    |    |    |    |
| TD                        | TS | C1 | C2 | C3 | C4 | C5 |

| 亞瑟         | 5月31日至6月1日   | 热带风暴   | 45（75）   | 1004 | 伯利茲、尤卡坦半島、墨西哥西南部                                                                                         | 78      | 5（4）      |  |
| 伯莎         | 7月3至20日        | 三级飓风   | 125（205） | 952  | 佛得角、百慕大、美國東岸                                                                                                 | 很小    | 3           |  |
| 克里斯托瓦爾 | 7月18至23日       | 热带风暴   | 65（100）  | 998  | 佛羅里達州、卡羅萊納州、加拿大大西洋省份                                                                                 | 0.01    | 無          |  |
| 多莉         | 7月20至25日       | 二级飓风   | 100（155） | 963  | 危地馬拉、尤卡坦半島（金塔納羅奧州）、墨西哥東北部、德克薩斯州南部、新墨西哥州、亞利桑那州                               | 1,350   | 1（21）     |  |
| 愛德華       | 8月3至6日         | 热带风暴   | 65（100）  | 996  | 美國墨西哥灣沿岸地區（德克薩斯州東南部）                                                                                 | 0.25    | 6           |  |
| 費伊         | 8月15至26日       | 热带风暴   | 70（100）  | 986  | 背風群島、波多黎各、多明尼加、海地、牙買加、古巴、美國東南部（佛羅里達州）                                               | 560     | 13（23）    |  |
| 古斯塔夫     | 8月25日至9月4日   | 四级飓风   | 155（250） | 941  | 小安的列斯群島、多明尼加、海地、牙買加、開曼群島、古巴西部、美國墨西哥灣沿岸地區（路易斯安那州）、美國中西部             | 6,610   | 112（41）   |  |
| 漢娜         | 8月28日至9月7日   | 一级飓风   | 85（140）  | 977  | 波多黎各、特克斯和凱科斯群島、巴哈馬、海地、多明尼加、美國東岸（南卡羅萊納州）、加拿大大西洋省份                         | 160     | ≥532（5）   |  |
| 艾克         | 9月1至14日        | 四级飓风   | 145（230） | 935  | 多明尼加、特克斯和凱科斯群島、海地、巴哈馬、古巴、美國墨西哥灣沿岸地區（德克薩斯州東南部）、美國中西部、加拿大東部、冰島 | ≥37,500 | 103（92）   |  |
| 約瑟芬       | 9月2至6日         | 热带风暴   | 65（100）  | 994  | 佛得角、背風群島 | 很小    | 無          |  |
| 凱爾         | 9月27至29日       | 一级飓风   | 85（140）  | 984  | 波多黎各、多明尼加、海地、百慕大、新英格蘭、加拿大海洋省份（新斯科舍）                                                   | 57.1    | 8           |  |
| 劳拉         | 9月30日至10月1日  | 热带风暴   | 60（95）   | 994  | 不列顛群島、荷蘭、挪威                                                                                                   | 很小    | 無          |  |
| 馬可         | 10月7至8日        | 热带风暴   | 65（100）  | 998  | 墨西哥東部（韋拉克魯斯州）                                                                                               | 很小    | 無          |  |
| 娜娜         | 10月14日          | 热带风暴   | 40（65）   | 1004 | 無 | 無      | 無          |  |
| 奥馬爾       | 10月14至18日      | 四级飓风   | 130（215） | 958  | 背風安的列斯群島、委內瑞拉、背風群島、 波多黎各                                                                          | 79      | 0（1）      |  |
| 十六         | 10月15至16日      | 热带低气压 | 30（45）   | 1004 | 洪都拉斯、伯利茲 | ≥150    | ≥75         |  |
| 帕洛瑪       | 11月5至10日       | 四级飓风   | 145（230） | 944  | 尼加拉瓜、洪都拉斯、開曼群島、牙買加、古巴、巴哈馬、佛羅里達州                                                           | 454.5   | 0（1）      |  |
| 季节总结     |                   |            |            |      | |         |             |  |
| 17个气旋     | 5月31日－11月10日 |            | 155（250） | 935  | | ≥47,099 | ≥858（188） |  |

## 內部連結
- 2008年太平洋颱風季
- 2008年太平洋颶風季
- 2008年北印度洋氣旋季
- 2007－2008年西南印度洋熱帶氣旋季
- 2007－2008年澳洲地區熱帶氣旋季
- 2007－2008年南太平洋熱帶氣旋季
- 2008－2009年西南印度洋熱帶氣旋季
- 2008－2009年澳洲地區熱帶氣旋季
- 2008－2009年南太平洋熱帶氣旋季

## 外部連結
- 國家颶風中心大西洋熱帶氣象展望（页面存档备份，存于） - 每天更新四次
- 國家颶風中心（页面存档备份，存于）
- 國家颶風中心2008年公眾消息存檔
- Flash Hurricane Tracker - 追蹤現在及過往的颶風

| A | B | C | D | E | F | G  | H | I |
|   |   |   |   |   |   |    |   |   |
| J | K | L | M | N | O | 16 | P |   |

| 萨菲尔-辛普森飓风风力等级 |    |    |    |    |    |    |
| TD                        | TS | C1 | C2 | C3 | C4 | C5 |